# Solariella rhyssa
Solariella rhyssa är en snäckart som beskrevs av Dall 1919. Solariella rhyssa ingår i släktet Solariella och familjen pärlemorsnäckor. Inga underarter finns listade i Catalogue of Life.